# Faquilena de Roergue
Faquilena de Roergue (840 - abans del 17 d'abril 865), filla de Ramon I de Tolosa, comte de Tolosa i de Berta de Reims.

## Núpcies i descendents
Es va casar l'any 860 amb Llop I de Bigorra, comte de Bigorra. D'aquest matrimoni nasqueren:
- l'infant Donat III Llop de Bigorra (v 860[1]-945), comte de Bigorra.
- l'infanta Dadilda de Pallars, (v 860-?)[1] esposa de Garcia II, rei de Pamplona.
- l'infant Ramon II de Pallars i Ribagorça (v 860 - d 920), comte de Pallars i Ribagorça.
- l'infant Mansió I de Pallars (?-v 940), vescomte de Lavedan.